# 西純久
西 純久（にし すみひさ、1957年2月3日 - ）は、日本の音楽プロデューサー、実業家、タレントマネジメント会社経営者。文化人のエージェント業務を手がける。鹿児島県出身。

## 職歴
静岡大学を卒業後、1980年4月にCBS・ソニーグループ（現：ソニー・ミュージックエンタテインメント（略称：SMEJ））に入社。
入社後は、音楽プロデューサーとして近藤真彦、TOKIO、J-FRIENDS、ZONE、伊藤由奈を手がける。
2005年に、角川映画に女優発掘オーディションの企画を持ち込み、角川映画、ソニー・ミュージックエンタテインメント、Yahoo! JAPANとの共催による女優発掘オーディション「スーパー・ヒロイン・オーディション ミス・フェニックス」を開催・運営する。
2006年に、土屋太鳳を含む6名の最終オーディション合格者を抱え、芸能事務所 （株）ウエストサイド（ソニー・ミュージックエンタテインメント100%子会社）を設立する。その後社内独立し、代表取締役に就任。
2017年2月に、ソニー・ミュージックエンタテインメントを退社。
2017年3月に、ジャニーズ事務所に入社。特任本部長としてタレントの危機管理マネジメント業務に携わる。
2022年6月に、ジャニーズ事務所を退社。(株)神殿を設立。山口達也のエージェント業務を開始する。

## 経歴
- 1975年3月　 鹿児島県立甲南高等学校卒業
- 1980年3月　 国立静岡大学卒業
- 1980年4月　CBS・ソニーグループ（現：ソニー・ミュージックエンタテインメント）入社
- 1999年1月　 マイケル・ジャクソンプロデュース「J-FRIENDS」のミニアルバム「People Of The World」をリリース。レコード会社代表として同氏と直接電話会談をする。
- 2002年10月　ソニー・ミュージックレコーズ執行役員就任
- 2006年6月　 （株）ウエストサイド代表取締役就任
- 2017年2月　 ソニー・ミュージックエンタテインメント退社
- 2017年3月　 ジャニーズ事務所に入社し、特任本部長就任
- 2022年6月　 ジャニーズ事務所退社
- 2022年6月　 (株)神殿設立
- 2022年7月 - 山口達也のエージェント業務を開始